# Тетрафторгидразин
Тетрафторгидрази́н — N2F4, фторсодержащий аналог гидразина, в котором атомы водорода замещены атомами фтора.

## Открытие
Тетрафторгидразин был впервые получен Колберном и Кеннеди.

## Получение
Промышленным методом получения является взаимодействие трёхфтористого азота с мелкой стружкой и отходами нержавеющей стали, меди, мышьяка, сурьмы или висмута. После получения очищается перегонкой.

## Применение
Применение тетрафторгидразина как окислителя позволяет получить большой удельный импульс ракеты и резко повысить её дальность полёта и скорость. Одним из важнейших свойств тетрафторгидразина является его высокая плотность и охлаждающая способность при работе ракетного двигателя.